# Cydista aequinoctialis
Cydista aequinoctialis är en katalpaväxtart som först beskrevs av Carl von Linné, och fick sitt nu gällande namn av John Miers. Cydista aequinoctialis ingår i släktet Cydista och familjen katalpaväxter. Inga underarter finns listade i Catalogue of Life.